# Chaksam

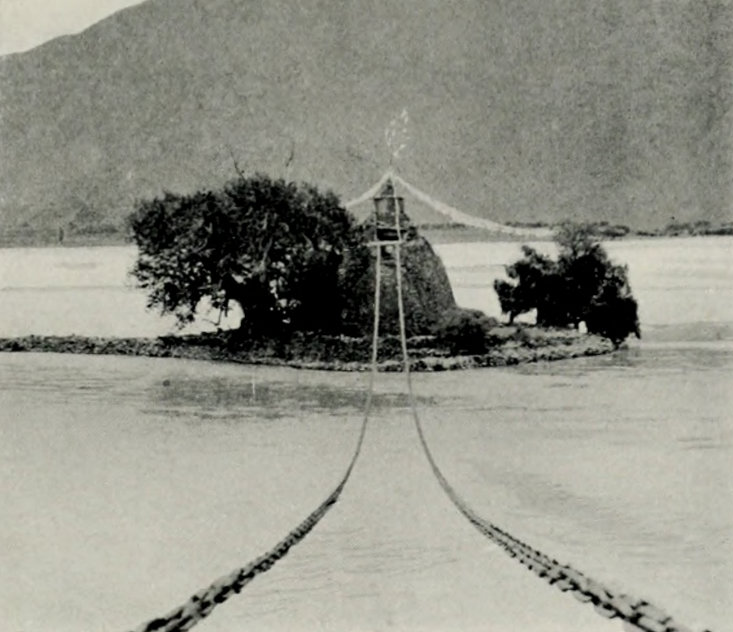
Pont de Chaksam en fer construit par Thang Tong Gyalpo (1385-1464).

Chaksam (tibétain : ལྕགས་ཟམ་ ; wylie : chags rtsam ; lcags zam), aussi écrit Chaktsam, Chagsam et Jagsam,  est un village tibétain situé à proximité du Yarlung Tsangpo au Tibet. 
Sur la rivière, un pont de fer a été construit dans le passé par Thang Tong Gyalpo (1385-1464). 
Lors de l'invasion du Tibet par l'armée impériale mandchou en 1910, c'est à Chaksam Ferry que Tsarong Dzasa à la tête d'une armée de soldats tibétains résista aux troupes chinoises qui tentaient de contrecarrer le passage du 13e dalaï-lama en Inde,.  Les Chinois ont essuyé une défaite humiliante et un nombre important de blessés. Son succès au combat et la protection du dirigeant et du pays lui ont gagné l'estime de nombreux Tibétains qui l'ont dénommé le ‘Héros de Chaksam’.  